# 国際テレビ芸術科学アカデミー
国際テレビ芸術科学アカデミー（International Academy of Television Arts and Sciences、通称IATAS）は、アメリカ合衆国のテレビ業界の非営利団体で、米国外で制作された優秀なテレビ番組を表彰する組織。1969年に設立、ニューヨークに本部を置く。国際エミー賞、国際キッズ・エミー賞、国際アカデミー・デイ、国際エミー・ワールド・テレビジョン・フェスティバルなど、テレビ業界のイベントを開催している。

## 概要

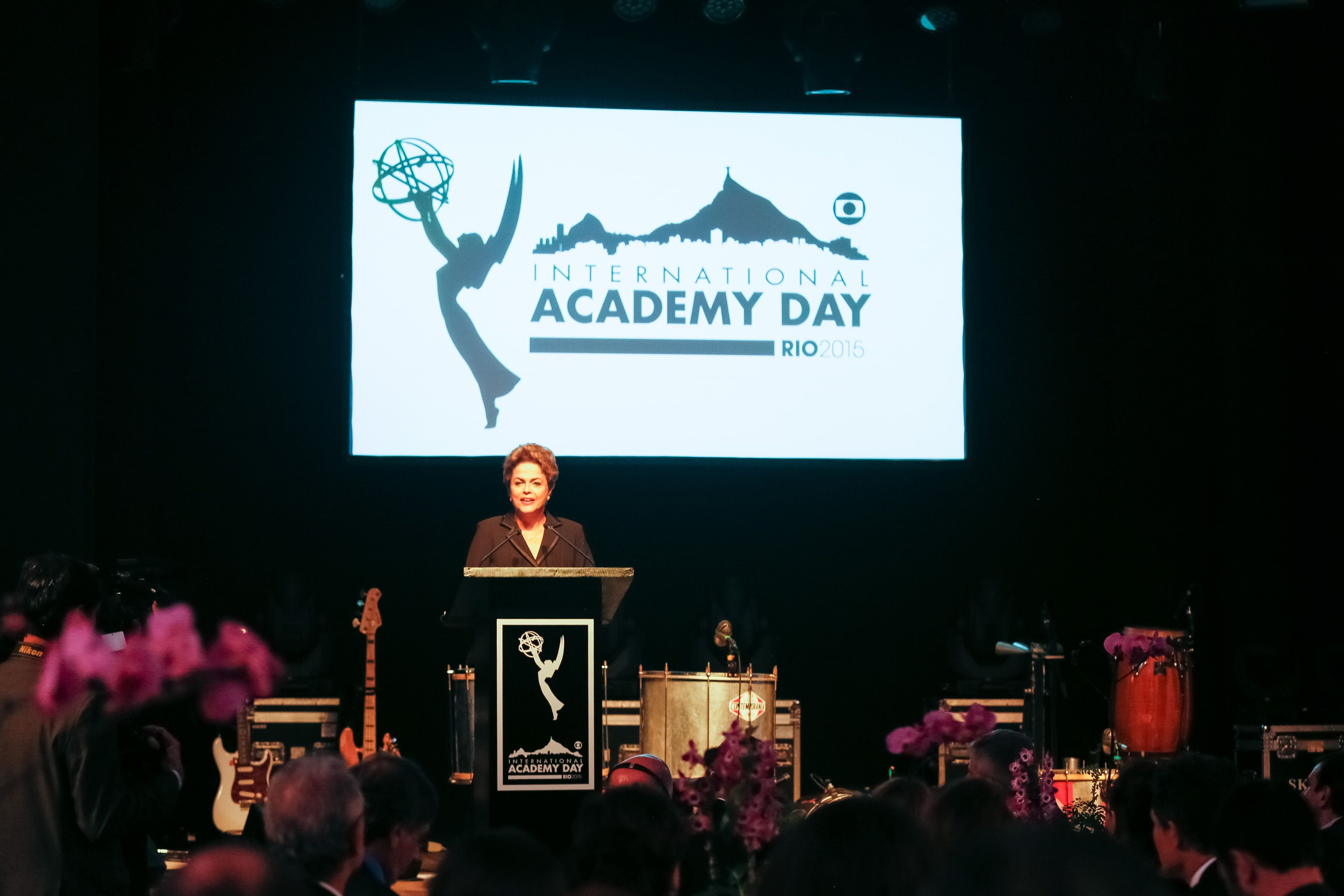
2015年の国際アカデミー・デイ

国際テレビ芸術科学アカデミーは世界的な放送局の組織で、60カ国以上の国と500社以上の企業からメンバーが参加している。理事会の60％は米国以外の出身者で、世界最大の制作、配給、放送会社を代表している。国際的なテレビ番組の発展のために1969年に設立され、米国外で制作された優秀なテレビ番組を表彰する国際エミー賞を主催している。